# Максимов, Дмитрий Валерьевич (хоккеист)
Дмитрий Валерьевич Максимов (род. 8 марта 1975, Смоленск) — российский хоккеист, нападающий. Мастер спорта России. Тренер молодёжного хоккейного клуба «Спартак МАХ»

## Биография
Воспитанник чебаркульского хоккея, тренер Эдуард Башарин. В сезоне 1992/93 играл за «Крылья Советов-2». Со следующего сезона после четырёх матчей в «Южном Урале» Орск стал играть за «Металлург-2» Магнитогорск, в сезоне 1994/95 также дебютировал в «Металлурге». С сезона 1998/99 стал выступать за «Мечел» Челябинск. По ходу сезона 2000/01 перешёл в хабаровский «Амур». Сезон 2002/03 начал в челябинском «Тракторе», затем перешёл в «Мостовик» Курган. В сезоне 2003/04 провёл по несколько матчей за команды «Кристалл» Саратов, «Мечел», «Трактор» и их фарм-клубы, пока не перешёл в «Белгород», где завершил выступления в начале сезона 2006/07. В сезоне 2007/08 — тренер команды «Белгород-2». Сезон 2008/09 отыграл в команде первой лиги «Брянск».
С сезона 2010/11 — главный тренер новосозданной команды «Славутич» Смоленск. Перед сезоном 2015/16 «Славутич» стал фарм-клубом команды ВХЛ «Молот-Прикамье» Пермь, а Максимов стал в этой команде тренером. Через год вновь стал главным тренером «Славутича», но по окончании сезона 2016/17 команда потеряла профессиональный статус.
С сезона 2017/18 — главный тренер команды чемпионата Казахстана «Темиртау». 30 сентября 2018 года после ухода Кари Хейккиля был назначен исполняющим обязанности главного тренера клуба «Сарыарка» Караганда, но 16 ноября вернулся в «Темиртау».
В сезоне 2020/21 — тренер в команде МХЛ «Русские витязи». В следующем сезоне работал тренером в командах системы АКМ. Тренер в командах МХЛ «Сахалинские акулы» Южно-Сахалинск (2022/23), «АКМ-Юниор» (2023/24).
9 июля 2024 года вошёл в тренерский штаб «Славутича», который был принят в Белорусскую экстралигу, но 23 августа расторг контракт из-за личных обстоятельств.
1 июля 2025 года возглавил московский «Спартак МАХ».

## Достижения

### Игрок
- Обладатель Суперкубка Европы 2000
- Чемпион России 1998/1999
- Обладатель Кубка России 1998
- Серебряный призер чемпионата России 1997/1998

### Тренер
- Победитель регулярного сезона РХЛ (3): 2013, 2014, 2015
- Чемпион РХЛ (2): 2012, 2014.
- Серебряный призёр первенства ВХЛ 2016/17